# Брянцево (станція)
Брянцево (рос. Брянцево) — залізнична станція в Калінінському районі Тверської області Російської Федерації.
Населення становить 40 осіб. Входить до складу муніципального утворення Черногубовське сільське поселення.

## Історія
Від 2005 року входить до складу муніципального утворення Черногубовське сільське поселення.

## Населення
1. Н/Д[2]